# كيرون ستيوارت
كيرون ستيوارت (بالإنجليزية: Kerron Stewart) هي عداءة مسافات قصيرة جمايكية في تخصص 100 و200 متر ولدت في يوم 16 أبريل 1984، ابرز إنجازاتها هو تحقيقها الميدالية الفضية في سباق 100 متر دورة الألعاب الأولمبية الصيفية 2008 في بكين وفي نفس الدورة فازت بالميدالية البرونزية في سباق 200 متر، كما فازت بالميدالية الفضية في دورة الألعاب الأولمبية الصيفية 2012 في لندن في سباق 4×100 متر تتابع مع الفريق الجمايكي، وعلى صعيد بطولة العالم تمكنت من إحراز الميدالية الفضية في بطولة العالم لألعاب القوى 2009 في برلين، كما فازت بالميدالية الذهبية في بطولة العالم لألعاب القوى 2009 في برلين وبطولة العالم لألعاب القوى 2013 في موسكو وبطولة العالم لألعاب القوى 2015 في بكين وبالميدالية الفضية في بطولة العالم لألعاب القوى 2007 في أوساكا وبطولة العالم لألعاب القوى 2011 في دايغو، أفضل رقم شخصي لها في سباق ال100 متر هو 10.75 ثانية سجلته في برلين.

## روابط خارجية
- كيرون ستيوارت على موقع الاتحاد الدولي لألعاب القوى (الإنجليزية)
- كيرون ستيوارت على موقع الدوري الماسي (الإنجليزية)
- كيرون ستيوارت على موقع اللجنة الأولمبية الدولية (الإنجليزية)
- كيرون ستيوارت على موقع أوليمبيديا (الإنجليزية)
- كيرون ستيوارت على موقع اتحاد ألعاب الكومنولث (مؤرشف) (الإنجليزية)